# НЛО (албум)
Вижте пояснителната страница за други значения на НЛО.
НЛО е студиен албум на Давид Тухманов. През януари 1981 Давид Тухманов организира рок група „Москва“. Съставът включва музиканти от ВИА „Надежда“ – китаристът Алексей Белов, барабанистът Дмитрий Серебряков (работил в този ансамбъл само шест месеца) и певецът и ритъм китарист Николай Носков. Тухманов става продуцент на група; тъй като терминът в Съветски съюз не се използва, той може да се нарече художествен директор, но предпочита да остави поста директор на Белов. Тези, които слушат този албум, имат възможността да разпознаят гласа и да оценят таланта на солиста на група „Москва“ Носков (той изпява пет песни от седем, Белов изпява една, а песента „НЛО“ е изпълнена заедно). „Давид Федорович беше много взискателен: беше необходимо да пеем точно както той си постави задачата, а тук имаме както диапазон, така и фирмена школа“ През 1985 г. песента на Тухманов е записана в стил технопоп по стиховете на Кирсанов „XXIII век“. През 1987 г. Белов и Носков се събират отново в групата Горки Парк. Тъй като той признал той Тухманов, че един от членовете на екипа Николай Носков е един от любимите певци
Албумът „НЛО“ е издаван многократно на пиратски компактдискове (първоначалният успех на „Горки Парк“ и популярността на Николай Носков повишават интереса към него). През 2007 г. компанията „Bomba Music“ го преиздава законно на CD и го ремастерира (с увеличаване на обема на вокалите), добавяйки бонус парчета („XXIII век“ и „Нощ“).

## Песни от албума
1. „Н.Л.О.“ – 5:25
2. „Игра в любовь“ – 6:30
3. „Миллион лет до нашей эры“ – 6:00
4. „Грибной дождь“ – 5:28
5. „Ну и дела!“ – 4:43
6. „Волшебная комната“ – 5:25
7. „Поединок“ – 5:32
8. „XXIII век“
9. „Ночь“

## Гост музиканти
- Николай Носков – вокал
- Алексей Белов – китара
- Дмитрий Серебряков – барабани